# Игнатьев, Юрий Михайлович
Юрий Михайлович Игнатьев (25.12.1930, Владикавказ - 12.09.1992, Москва) - советский художник-график. 
Учился во Владикавказском художественном училище и в МГАХИ имени В. И. Сурикова (1952—1958) у М. С. Родионова, П. И. Суворова.
Всю творческую жизнь посвятил книжной графике и станковой живописи.
Проиллюстрировал более 150 книг, в основном классические произведения мировой и русской художественной литературы. Сотрудничал с издательствами «Художественная литература», «Детская литература», «Советский писатель», «Правда».
Первой работой в книжной графике был роман в стихах Пушкина «Евгений Онегин», изданный в 1959 году. Пушкинскую тему продолжали иллюстрации к «Пиковой даме», «Капитанской дочке».
В 1986 году в издательстве «Художественная литература» вышла книга «Слово о полку Игореве» с иллюстрациями Игнатьева, их высоко оценил академик Д. С. Лихачёв.
Иллюстрировал поэтические сборники Ф. Тютчева, Е. Баратынского, Д. Веневитинова, произведения Бомарше, Прево, Анны Бронте,  пьесы А. Островского, рассказы Л. Толстого, «Хижину дяди Тома" Бичер-Стоу, «Обрыв» И. А. Гончарова, «Девяносто третий год» Гюго, и многие другие произведения русской и зарубежной классики.
Книжные иллюстрации и акварели Игнатьева находятся во многих российских музеях и в частных коллекциях.